# Albiorix (měsíc)
Albiorix (vyslovováno /ˌælbiːˈɔrɨks/) je malý měsíc planety Saturn. Objeven byl v roce 2000 vědeckým týmem vedeným Matthew J. Holmanem a po svém objevu dostal dočasné označení S/2000 S 11. V srpnu 2003 byl definitivně nazván Albiorix, po gallském obru, „který byl považován za panovníka světa“. Jméno je známé z nápisu nalezeného blízko francouzského města Sablet, který ho ztotožňuje s římským bohem Marsem. Dalším jeho názvem je Saturn XXVI.
Albiorix patří do skupiny Saturnových měsíců nazvaných Gallové, je jeho největším členem.

## Vzhled měsíce
Předpokládá se, že průměr měsíce Albiorix je přibližně 32 kilometrů (odvozeno z jeho albeda). Barva povrchu měsíce se zdá být světle červená.
Protože se zdá, že se během rotace měsíce barva povrchu mění, předpokládá se, že na povrchu je rozsáhlý kráter. Ten by potvrzoval teorii, že další měsíce patřící do skupiny Gallů, Erriapus a Tarvos, jsou úlomky z Albiorixu vzniklé při kolizi s jiným tělesem.

## Oběžná dráha

Diagram znázorňující oběžnou dráhu měsíce Albiorix ve vztahu k ostatním nepravidelným satelitům Saturnu. Excentricitu dráhy představuje žlutá čára vyjadřující vzdálenost od pericentra k apocentru. Skupina Inuitů (modře) a skupina Galů (červeně).

Albiorix obíhá Saturn po prográdní dráze v průměrné vzdálenosti 16 milionů kilometrů. Oběžná doba je 783 dní.